# Karl Hagenburger
Karl Hagenburger (* 1. April 1920 in Ludwigshafen; † 28. November 2011 in Eisenberg) war ein deutscher Leichtathlet im Hammerwurf, ein Sportschütze im Wurfscheibenschießen der Disziplin Trap und Sportfunktionär im Schießsport.

## Leben und Karriere
Hagenburger wuchs als Sohn eines Jägers und Wurfscheibenfabrikanten auf, widmete sich aber in der Jugend dem Rasenkraftsport. 1936 war er deutscher Jugendrekordhalter im Hammerwurf, bald nach dem Krieg wurde er Pfalzmeister, Süddeutscher Meister, Deutscher Vizemeister und schaffte den Sprung in die Nationalmannschaft, mit der er mehrere Länderkämpfe bestritt.
Da er den Umgang mit der Flinte schon in jungen Jahren von seinem Vater lernte, galt seinem Interesse auch beim Sportschießen und wurde 1937 Mitglied der Schützengesellschaft Oggersheim. Nach dem Krieg beteiligte er sich 1951 maßgeblich an der Neugründung der Schützengesellschaft Ludwigshafen. In den Jahren 1957 bis 1963 war Hagenburger Teil der Nationalmannschaft Wurfscheibe, mit der er an Europa- und Weltmeisterschaften teilnahm. Während seiner gesamten aktiven Zeit (1954–1982) wurde er im Trapschießen sechsmal Deutscher Meister, fünfmal Vizemeister und erhielt viermal Bronze. Beim 23. Deutschen Bundesschießen 1965 in Hannover gewann er die Bundesmeisterschaft sowie die Großen Preise von Deutschland und von Hannover.
1959 wurde er beim Deutschen Schützenbund Obmann für das Trapschießen, gehörte zum Gesamtvorstand und zur Sportkommission. Denn sein großes Wissen, sein Geschick und sein umgängliches Wesen machten ihn zum idealen Betreuer. Ab 1962 organisierte er die Deutsche Meisterschaften im Wurfscheibenschießen. Offizieller Übungsleiter und Übungsleiterausbilder wurde er 1966 an der Schießsportschule Wiesbaden. Ab 1971 war er Wurfscheibenreferent und verantwortlich für die Vorbereitung und Durchführung der olympischen Wurfscheibenwettbewerbe bei den Spielen 1972 in München.
1978/1979 war Karl Hagenburger erster Absolvent des Deutschen Schützenbundes bei der Trainerakademie an der Deutschen Sporthochschule Köln und wurde erster Diplomtrainer des Verbandes.
Als Betreuer der Nationalmannschaft hatte er beachtliche Erfolge – Bereits die von ihm 1958 zusammengestellte Trapmannschaft holte in Genf den Europameistertitel. Bei der Weltmeisterschaft 1971 in Bologna führte Hagenburger Ludwig Roselius, Heinz Leibinger, Peter Blecher und Carl-Hubertus Underberg zur Mannschaftsweltmeisterschaft, die deutsche Trapmannschaft der Damen 1974 in Antibes und 1975 in Wien zur Europameisterschaft und die Damenskeetmannschaft 1978 in Seoul zum Weltmeistertitel. Aber auch die Nachwuchserfolge von Werner Bühse (Trap) bei der EM 1970 in Bukarest, Claus Koch (Skeet) bei der EM 1973 in Turin und Europameisterin Skeet Michaela Rink 1984 in Saragossa.
Die Karriere des Olympiasiegers von 1972, Konrad „Conny“ Wirnhier, begleitete er seit dessen erstem großen internationalen Titel bei den Weltmeisterschaften 1965 in Santiago de Chile. Die vielen Erfolge der Elisabeth Gräfin von Soden, allen voran die Weltmeisterschaft von 1966 in Wiesbaden, wären ohne Hagenburger nicht zustande gekommen. 1977 führte er Ruth Jordan zum Weltmeistertitel.
Karl Hagenburger hat für den Deutschen Schützenbund an fünf Olympischen Spielen, zwanzig Welt- und ebenso viele Europameisterschaften teilgenommen. Sowie an drei weiteren Olympischen Spielen, Berlin 1936, wo er nur Zuschauer war und Atlanta 1996 sowie Sydney 2000 als Betreuer des Neffen des Sultans von Brunei.
Im März 2010 wurde er zum Ehrenmitglied des DSB ausgezeichnet. DSB-Präsident Josef Ambacher überreichte dem Pfälzer die Urkunde mit den Worten: „In Würdigung seiner besonderen Verdienste um das Schützenwesen, hätten wir keinen Besseren als Karl Hagenburger mit dieser Ehre auszeichnen können.“
Im Alter von 91 Jahren verstarb Karl Hagenburger am 28. November 2011 in seinem Wohnort Eisenberg (Pfalz). Seine persönliche Sammlung des Sports, vermachte er dem Deutschen Schützenmuseum – die Sonderausstellung „Vom Hammer zur Flinte“ erinnert an den sympathischen Pfälzer mit dem großen Herz auf Schloss Callenberg/Coburg.